# Caudacaecilia larutensis
Caudacaecilia larutensis är en groddjursart som först beskrevs av Taylor 1960.  Caudacaecilia larutensis ingår i släktet Caudacaecilia och familjen Ichthyophiidae. IUCN kategoriserar arten globalt som otillräckligt studerad. Inga underarter finns listade i Catalogue of Life.